# Kanice, Brno-venkov
Kanice là một làng thuộc huyện Brno-venkov, vùng Jihomoravský, Cộng hòa Séc.